# پابلیک تییتر
پابلیک تییتر (انگلیسی: The Public Theater) یک سالن تئاتر در شهر نیویورک است. این تئاتر جزو مجموعهٔ تئاتر برادوی به حساب نمی‌آید.
پابلیک تییتر در سال ۱۹۵۴ تحت نام کارگاه شکسپیر (به انگلیسی: Shakespeare Workshop) توسط جوزف پاپ پایه‌گذاری شد تا محلی برای نمایش دادن آثار نویسندگان و بازیگران تازه‌کار باشد. سالن تئاتر در سال ۱۹۶۷ برای عموم باز شد و از آن زمان شاهد اجراهای مهمی از جمله نمایش تاجر ونیزی (با بازیگری آل پاچینو)، و نمایش موزیکال همیلتون (اثر لین-منیول میراندا) بوده‌است.